# Oly sokáig voltunk lenn
Az Oly sokáig voltunk lenn a  magyar Hobo Blues Band blueszenekar második nagylemeze.

## Számok
1. Tisztelet Muddy Waters-nek (Középeurópai Hobo Blues I.) – 8:23
2. Enyém, tied, miénk – 3:03
3. Kőbánya blues – 3:50
4. Tetovált lány – 4:53
5. Hosszúlábú asszony – 2:56
6. Oly sokáig voltunk lenn... – 3:25
7. Mata Hari – 4:39
8. Nem hallod, üvöltök – 3:58
9. A hetedik – 5:25
10. Halál apa blues – 3:59

## Közreműködők
- Deák Bill Gyula – ének
- Földes László – ének
- Kőrös József – gitár
- Pálmai Zoltán – dob
- Póka Egon – basszusgitár, gitár
- Bergendy István – szaxofon
- Bodonyi Attila – szájharmonika
- Presser Gábor – zongora
- Tátrai Tibor – gitár